# Припливні сили

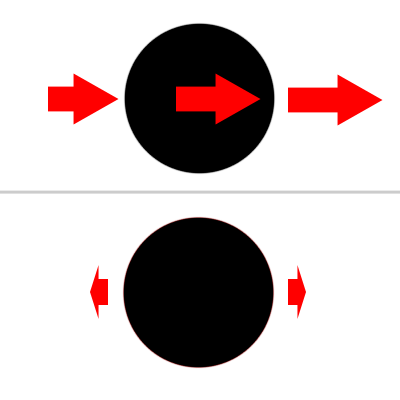
Рис. 1. Тіло в полі тяжіння маси (розташована праворуч за межами малюнка).
Вгорі: Сили тяжіння більші для частин тіла, які перебувають ближче до маси, і менші для віддалених частин.
Внизу: Припливні сили як різниця сил, що діють на крайні точки та на центр тіла

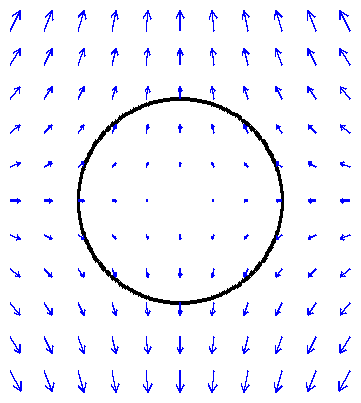
Рис. 2. Поле припливних прискорень в околицях сферичного тіла. Пряма, що з'єднує m і M, вертикальна. (Тобто тіло, що викликає припливи, розташоване внизу, або вгорі, за межами малюнка)

Припливні сили — сили, що виникають у протяжних тілах, які вільно рухаються в неоднорідному силовому полі та зумовлюють їх деформацію. Найвідомішим прикладом дії припливних сил є припливи і відпливи на Землі, звідки й пішла їх назва.
В узагальненому випадку припливні сили інтерпретують як вплив неоднорідного силового поля на протяжний об'єкт, незалежно від того, як такий об'єкт рухається і чим поле викликано. Силове поле може мати гравітаційну або електромагнітну природу (якщо протяжне тіло має електричний заряд).
Так, у гравітаційному полі зростаючої інтенсивності (тобто, з постійним градієнтом модуля сили тяжіння) спіральна пружина (як ціле) вільно падатиме по прямій зі зростаючим прискоренням; водночас вона буде розтягуватися в напрямку падіння настільки, щоб сили пружності врівноважили градієнт поля.

## Фізична природа припливних сил в полі гравітації
Для протяжного тіла, що перебуває в гравітаційному полі маси, сили гравітації відрізняються для ближнього й дальнього боку. Різниця цих сил призводить до деформації тіла в напрямку градієнта поля. Істотно, що напруженість цього поля в разі, якщо воно створено точковими масами, зменшується обернено пропорційно квадрату віддалення від цих мас. Таке ізотропне в просторі поле є центральним полем. Мірилом напруженості гравітаційного поля є прискорення вільного падіння.
Завдяки тому, що в широкому діапазоні значень напруженості є справедливим принцип суперпозиції полів, напруженість поля завжди може бути знайдена шляхом векторного додавання полів, створених окремими частинами джерела поля, якщо його не можна вважати точковим. У разі однорідного по щільності протяжного кулястого тіла утворене ним поле можна уявити як поле точкового джерела, яке має масу, що дорівнює масі протяжного тіла, і зосереджена в його геометричному центрі.
У найпростішому випадку, для точкової маси {\displaystyle M} на відстані {\displaystyle R} прискорення вільного падіння (тобто, напруженість спільно створюваними цими тілами гравітаційного поля)
{\displaystyle a={\tfrac {GM}{R^{2}}},}
де G — гравітаційна стала. Зміна прискорення da (припливне прискорення at) при зміні відстані {\displaystyle dR\ll R}:
{\displaystyle a_{t}=-da={\frac {2GM}{R^{3}}}\,dR.}
Переходячи від прискорень до сил, для частини тіла масою μ, яка перебуває на відстані r від центру свого тіла та на відстані R від іншої маси M, що лежить на прямій, яка з'єднує маси μ і M, припливна сила становитиме:
{\displaystyle F_{t}={\frac {2GM\mu r}{R^{3}}}.}
Можна також наочно уявити фізичну сутність припливних сил через третій закон Кеплера, який описує рух тіл в неоднорідному полі тяжіння. Цей закон говорить, що періоди обертання тіла в центральному полі тяжіння співвідносяться, як куби великих півосей їх орбіт; таким чином, тіло (або його частина), яка перебуває ближче до джерела силового поля, буде рухатися по своїй орбіті з більшою швидкістю, ніж та, що розташована далі. Наприклад, Земля рухається навколо Сонця зі швидкістю близько 29 км/с, Марс — 24 км/с, а Юпітер — 13 км/с. Якщо ми подумки з'єднаємо Марс із Землею та Юпітером канатом, то на поверхні Марса в точках приєднання каната утворюються два припливних горби, і незабаром Марс буде розірваний цими, фактично припливними силами. У системі Земля — Місяць таким джерелом припливних сил можна уявити рух Землі по орбіті навколо спільного центру мас системи Земля — Місяць. Частина Землі, розташована ближче до цього центру мас, буде прагнути рухатися швидше, ніж розташована далі, формуючи таким чином припливи, особливо добре помітні в гідросфері.
Згідно принципу суперпозиції полів тяжіння в системі двох тіл припливні сили можна інтерпретувати як відхилення поля тяжіння в околицях тіла під впливом гравітації іншої маси, таке відхилення для будь-якої точки околиці тіла маси {\displaystyle m} може бути отримано відніманням векторів дійсного прискорення вільного падіння в цій точці і вектора прискорення вільного падіння, викликаного масою {\displaystyle m} (Див. Рис. 2).
Термін припливний діапазон позначає різницю у висоті припливу між послідовними припливами та відливами. Діапазон припливів може сильно відрізнятися від одного географічного регіону до іншого. Максимальний діапазон припливів у світі спостерігається в затоці Фанді в Канаді між Новою Шотландією та Нью-Брансвіком. Висота припливу тут може досягати 16 м. Якби Земля не мала континентів, приплив мав би амплітуду всього один метр і був би дуже передбачуваним. Насправді на діапазон припливів і відливів значною мірою впливають такі чинники як рельєф, глибина води, конфігурація берегової лінії, розміри океанічної западини та розмір океанічного басейну, в якому відбуваються припливи.